# Ernst Buresch

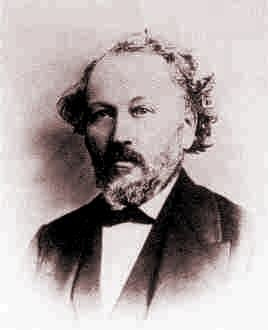
Porträt von Ernst Buresch

Ernst Friedrich Buresch (* 29. August 1817 in Holle bei Derneburg; † 6. April 1892 in Hannover) war ein deutscher Ingenieur und Eisenbahn-Baurat.

## Leben
Der Sohn des Reitenden Försters Johann Friedrich August Buresch besuchte die Oberschule und studierte, ebenso wie sein jüngerer Bruder Friedrich, an der Polytechnischen Schule in Hanover. Anfang 1842 trat er in die Dienste der Eisenbahn Commission, der Vorgängerorganisation der im Aufbau befindlichen Königlich Hannöverschen Staatseisenbahnen und hatte in den folgenden Jahren wesentlichen Anteil am Bau der Strecken von Hannover nach Braunschweig, Minden und Bremen. 1856 wurde er Betriebsdirektor. 1864 ließ er sich zunächst auf drei Jahre aus dem hannoverschen Staatsdienst beurlauben und trat durch Vermittlung des oldenburgischen Baudirektors Otto Lasius am 1. Oktober als leitender Bautechniker in den oldenburgischen Bahnbau ein. Nach Eröffnung der Bahnstrecke Bremen–Oldenburg wurde Bureschs Urlaub, der bereits am 1. Oktober 1867 abgelaufen war, auf weitere zwei Jahre und nach deren Ablauf nochmals auf unbestimmte Zeit verlängert. Am 3. Februar 1870 erhielt er dann die erbetene Entlassung aus dem nunmehr preußischen Staatsdienst und trat definitiv in die Großherzoglich Oldenburgischen Staatseisenbahnen und damit zugleich in den oldenburgischen Staatsdienst ein. Buresch galt als der Schöpfer des oldenburgischen Hauptbahnnetzes, da Linienführung der Bahnen und Architektur der Bauten wesentlich durch ihn geprägt worden sind. Unter seiner Leitung entstanden außer der Bahnstrecke von Oldenburg nach Bremen auch noch die nach Wilhelmshaven 1867, Leer 1869, Sande-Jever 1871, Hude-Brake-Nordenham 1873–75, Osnabrück 1875/76 und Ihrhove Neuschanz 1876. In Zusammenarbeit mit den Architekten Conrad Wilhelm Hase aus Hannover und Jansen aus Oldenburg wurde 1877/78 das erste Empfangsgebäude des Oldenburger Hauptbahnhofes gebaut.
Am 13. Oktober 1882 schied Buresch als Geheimer Oberbaurat aus dem oldenburgischen Staatsdienst aus und wurde zum Direktor der Eckernförde-Flensburger-Eisenbahngesellschaft in Kiel. Wenige Jahre vor seinem Tode nahm er seinen Altersruhesitz in Hannover.

### Familie

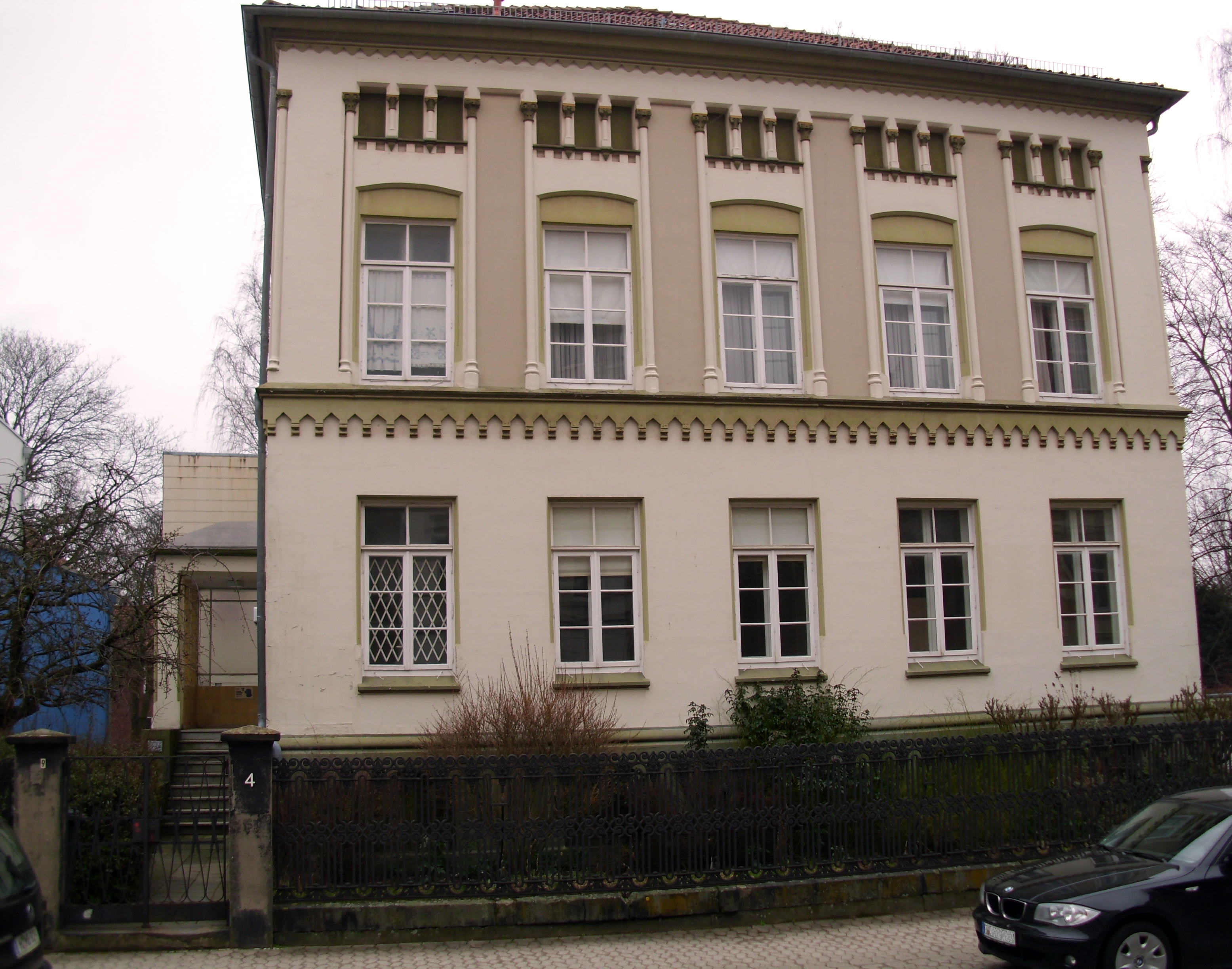
Die 1859 bis 1860 erbaute, heute denkmalgeschützte Villa Buresch, Von-Alten-Allee 6 in Linden-Mitte

Buresch heiratete Sophie Therese Egestorff (* 6. August 1830 in Linden; † 4. März 1855 ebenda), eine Tochter von Georg Egestorff. Ihr Sohn Karl (* 28. August 1862) erkrankte im fünften Lebensjahr an Typhus. Durch seine Ehefrau und deren Schwester Luise wurde Buresch zudem verwandt mit deren Ehemann, dem Lindener Juristen, Reichstags-Abgeordneten und Senator Wilhelm Laporte. Nach dem Tod seiner Frau heiratete er Anna Maria Kei. Aus beiden Ehen gingen zusammen sieben Kinder hervor.
In den Jahren von 1859 bis 1860 ließ sich Bureschs Bruder Friedrich die nach ihm benannte Villa Buresch im heute hannoverschen Stadtteil Linden-Mitte unter der Adresse Von-Alten-Allee 6 errichten, in der er dann gemeinsam mit seiner Familie und der seines Bruders wohnte.

## Veröffentlichungen
- Die schmalspurige Eisenbahn von Ocholt nach Westerstede. Hannover. 1877.
- Die Entstehung und Entwicklung der Eisenbahnen im Herzogtum Oldenburg bis zum Jahre 1878. Oldenburg. 1878.
- Der Central-Bahnhof der Oldenburgschen Staatsbahnen zu Oldenburg. in: Zeitschrift des Architekten- und Ingenieur-Vereins zu Hannover. Band 19, H. 6. 1883.